# Sternula lorata
El charrancito peruano, gaviotín peruano, gaviotín chico, gaviotín churri-churri o chirriche (Sternula lorata) es una especie de ave caradriforme de la familia que suele vivir en el Pacífico sur. 
El charrancito peruano mide unos 24 centímetros de largo. Forma parte de la avifauna que gira en torno a la corriente de Humboldt, por lo que se distribuye por la zona desértica de la costa del Pacífico, desde Ecuador por el norte hasta Tarapacá y Antofagasta (Chile) por el sur. Es común de la costa del Perú. Su alimentación consiste en peces pequeños y algunos crustáceos.

## Descripción
Mitad superior de la cabeza y nuca, de color negro, la frente es blanca. La garganta, el mentón y la zona auricular baja son blancas también. El dorso, lomo, cobertoras, supracaudales y cola son de color gris apizarrado. El pecho, flancos y abdomen son de un gris pálido. La región subcaudal es blanca. Tienen la barba externa negra y la interna de grisácea a blanca. El pico es amarillento con culmen y punta negros. Sus patas son  amarillentas y sus ojos pardos.